# Dana Konečná
Dana Konečná (* 1931) je česká lingvistka. Zabývá se problematikou počítačového zpracování přirozeného jazyka, věnuje se strojovému překladu a také bohemistice. Působila na Filozofické fakultě Univerzity Karlovy na oddělení pro teorii strojového překladu při katedře českého jazyka, obecného jazykozpytu a fonetiky. Toto oddělení vzniklo v roce 1957 pod vedením Petra Sgalla a v roce 1972 se z filozofické fakulty přesunulo na matematicko-fyzikální fakultu. Dana Konečná je autorkou prvního morfologického analyzátoru pro češtinu, na němž spolupracovala s programátorem Martinem Plátkem na počítači MINSK.

## Dílo

### Odborné publikace
- Základy jazykovědy: Skriptum pro posluchače Filozofické fakulty Univerzity Karlovy, 1977
- Cesty moderní jazykovědy, 1964 (spolu s Petrem Sgallem a Bohumilem Palkem je autorkou části Jazyk a technika)[2]

### Články
- Poznámky k významům „izolovaných“ pádů v současné spisovné češtině, Slovo a slovesnost, 21, 1960, 24-33
- Ke zkoumání češtiny z hlediska strojového překladu, Naše řeč, 43, 1960, 156-163[3]
- K otázce druhů objektu podle významu, Slavica Pragensia, 8, 1966, 311-316
- Jeden z přístupů k popisu objektu českého slovesa, Slavica Pragensia, 10, 1968, 187-192
- O významech pádů v současné češtině, zejména v místních určeních, Slovo a slovesnost, 30, 1969, 347-357[4]
- O významech českých pravých předložek, Slovo a slovesnost, 35, 1974, 261-264[5]
- Zur Benennung auf der Basis der Ähnlichkeit, Linguistica generalia, 2, 1977, 147-150 (něm.)
- První pokus se strojovým překladem v Československu, Naše řeč, 43, 1960, 109-111[6]